# Torrita Tiberina
Torrita Tiberina – miejscowość i gmina we Włoszech, w regionie Lacjum, w prowincji Rzym.
Według danych na rok 2004 gminę zamieszkiwały 932 osoby, 93,2 os./km².